# House of Heroes
House of Heroes – amerykański zespół grający rock alternatywny pochodzący z Columbus, Ohio. Są określani mianem zespołu grającego rock chrześcijański, chociaż ich teksty nie zawsze są czysto chrześcijańskie. Do tej pory wydali 4 albumy: What You Want Is Now (2003), House of Heroes (2005), Say No More (2006), and The End Is Not the End (2008). Zespół składa się z czterech osób, które razem nagrywają w studiu, ale występują na żywo tylko w trójkę. Zespół stanowią Tim Skipper, A.J Babcock (nie występuje na żywo) Colin Rigsby, and Jared Rigsby(brat Collina). Jared Rigsby, zastąpił A.J. Babcock na miejscu basisty na koncertach w grudniu 2005, gdyż Babcock był zmęczony koncertowaniem. Babock ciągle jest członkiem grupy, ale tylko nagrywa z nimi nowe utwory.

## Członkowie
- Tim Skipper – wokal, gitara (2002–)
- Colin Rigsby – perusja,chórek (2002–)
- Jared Rigsby – gitara, chórek (2005–)
- A.J. Babcock – bass, główny piszący teksty, chórek (2002–)

## Single
- „Mercedes Baby” (What You Want Is Now)
- „Kamikaze Baby” (What You Want Is Now)
- „Serial Sleepers” (House of Heroes i Say No More) – #9 w the Radio & Records Christian Rock Chart
- „Buckets for Bullet Wounds” (House of Heroes i Say No More) – #6 w the Radio & Records Christian Rock Chart
- „The Invisible Hook” (Say No More)
- „In the Valley of the Dying Sun” (The End Is Not the End) - #1 wthe Radio & Records Christian Rock Chart; #1 w CWR radio chart
- „Silent Night” (the digital-only Silent Night single)
- „Lose Control” (The End Is Not the End) - #2 w the Radio & Records Christian Rock Chart; #1 w CWR radio chart"
- „Code Name: Raven” (The End Is Not The End)
- „Field Of Daggers” (The End Is Not The End)- ogłoszony 3 września 2009 na Twitterze głównego wokalisty Tima Skippera

## Teledyski
- „Ten Months” (2001)
- „Vital Signs” (2001)
- „Mercedes Baby” (2003)
- „Serial Sleepers” (2005)
- „In the Valley of the Dying Sun” (2008)